# Північний Кенсінгтон
Північний Кенсінгтон (англ. North Kensington, широко відомий як Ледброк-Гроув, англ. Ladbroke Grove) — це район Західного Лондона, на північ від району Ноттінг-Гілл і Південний Кенсал Грін.

## Межі району
Канал Гранд-Юніон — офіційний кордон між районами Кенсал Грін і Північним Кенсінгтоном. Кордони між Норт-Кенсінгтон і Ноттінг-Гілл трохи менш зрозумілі, але жителі, як правило, за кордон вважають естакаду. Назви Півночний Кенсінгтоні та Ледброк-Гроув використовуються, як взаємозамінні для опису однієї і тієї ж території.

## Історія
Північний Кенсінгтон відомий ще й тим, що в 1958 році тут сталися заворушення на ґрунті расової дискримінації.

### Історія назви
Територія в районі головного транспортного вузла — станції метро Ледброк-Гроув, спочатку називалася «Ноттінг-Гілл» з моменту його відкриття в 1864 році і до 1880 року. Дві назви Ноттінг-Гілл та Ледброк-Гроув з того часу і до 1919 року, коли він був перейменований
у Північний Кенсінгтон (англ. Ladbroke Grove). Свою сучасну назву район отримав в 1938 році. Окрім того, цей район також служив залізничним вокзалом Сквер Квінтін Парк і Порохові Скраби, аж до закриття його в 1940 році.
Хоча Ледброк-Гроув розташований у районі головної магістралі, але його найвідоміша вулиця в центрі міста Портобелло-Роуд.

## Пожежа у будівлі Grenfell Tower
У червні 2017 року пожежа у будівлі Grenfell Tower спалахнула на Півночі Кенсінгтону, практично знищивши нещодавно відремонтований багатоповерховий житловий будинок. Щонайменше 54 особи загинули і понад 70 осіб отримали поранення.

## Відомі жителі та уродженці
- Джосс Акланд, актор, народився в півночі Кенсінгтоні 29 лютого 1928 року
- Девід Кемерон — колишній прем'єр-міністр і лідер консервативної партії, проживає в Північному Кенсінгтоні[4];
- Нік Кларк — радіо-і телеведучий, журналіст, жив і помер у Північному Кенсінгтоні;
- Денні Дічіо — футболіст, який виріс у Північному Кенсінгтоні;
- Сабріна Гіннес — колишня подруга принца Уельського Чарльза, проживає у Північному Кенсінгтоні
- Мартін Льюїс — фінансовий журналіст, проживає у Північному Кенсінгтоні;
- Мері Міллер — телевізійна та театральна актриса, проживає у Північному Кенсінгтоні;
- Алан Маллері — футболіст, народився в Ноттінг-Гіллі 23 листопада 1941 року;
- Джон Мюррей — народився у Північному Кенсінгтоні 1 квітня 1935 року;
- Вікторія Стілуелл — тренер, володіє будинком у Північному Кенсінгтоні.